# Germana Malabarba
Germana Malabarba   (Pavia, 19 de novembre de 1913 - Pavia, 30 de setembre de 2002) va ser una gimnasta artística italiana que va competir durant la dècada de 1920.
El 1928 va prendre part en els Jocs Olímpics d'Amsterdam, on va guanyar la medalla de plata en el concurs complet per equips del programa de gimnàstica.